# V Boukalovém
V Boukalovém je přírodní památka poblíž obce Pňovice v okrese Olomouc. Oblast spravuje AOPK ČR Správa CHKO Litovelské Pomoraví. Důvodem ochrany jsou mokřady v lužním porostu, refugium obojživelníků a plazů.

## Fotogalerie

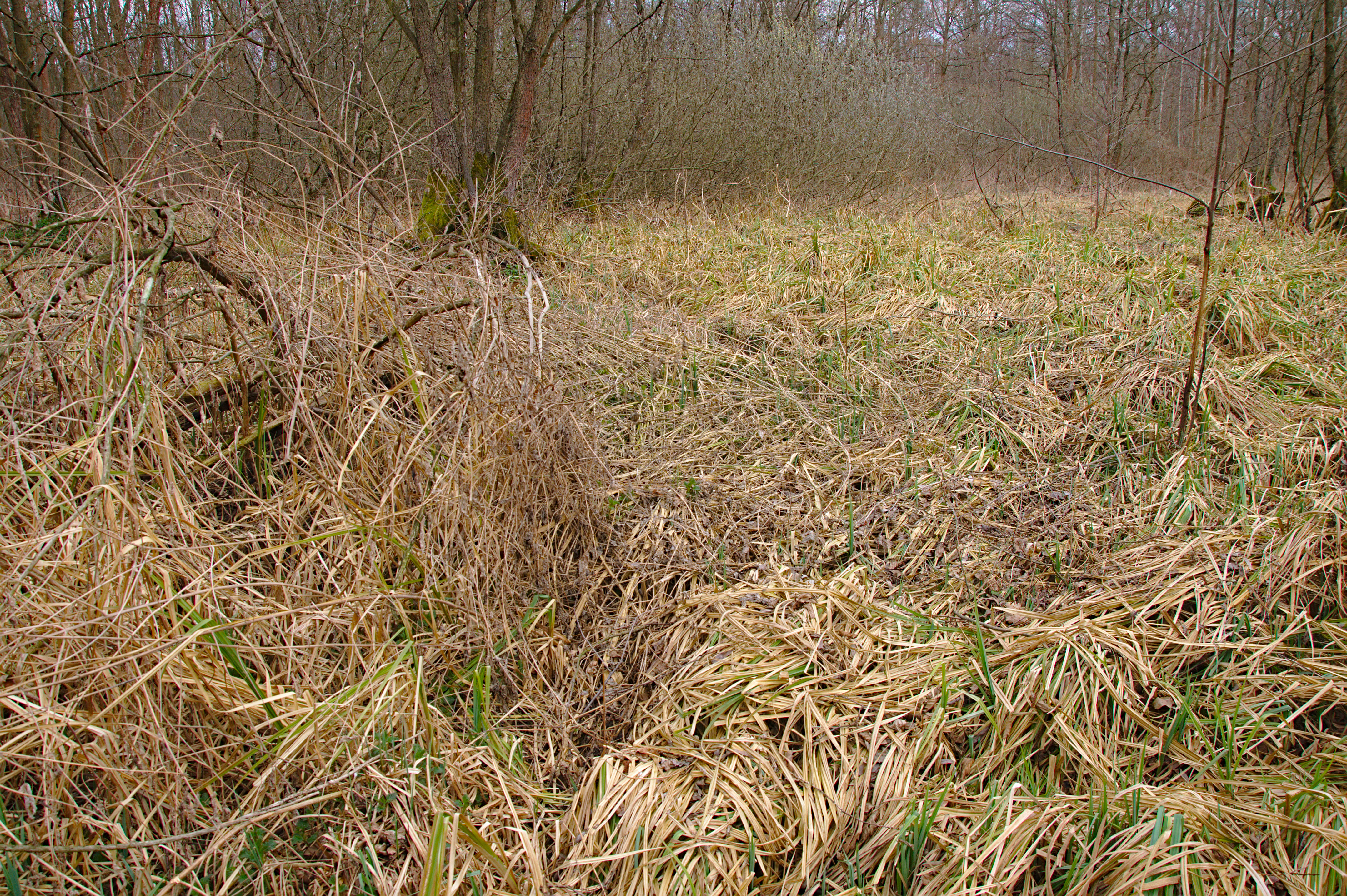
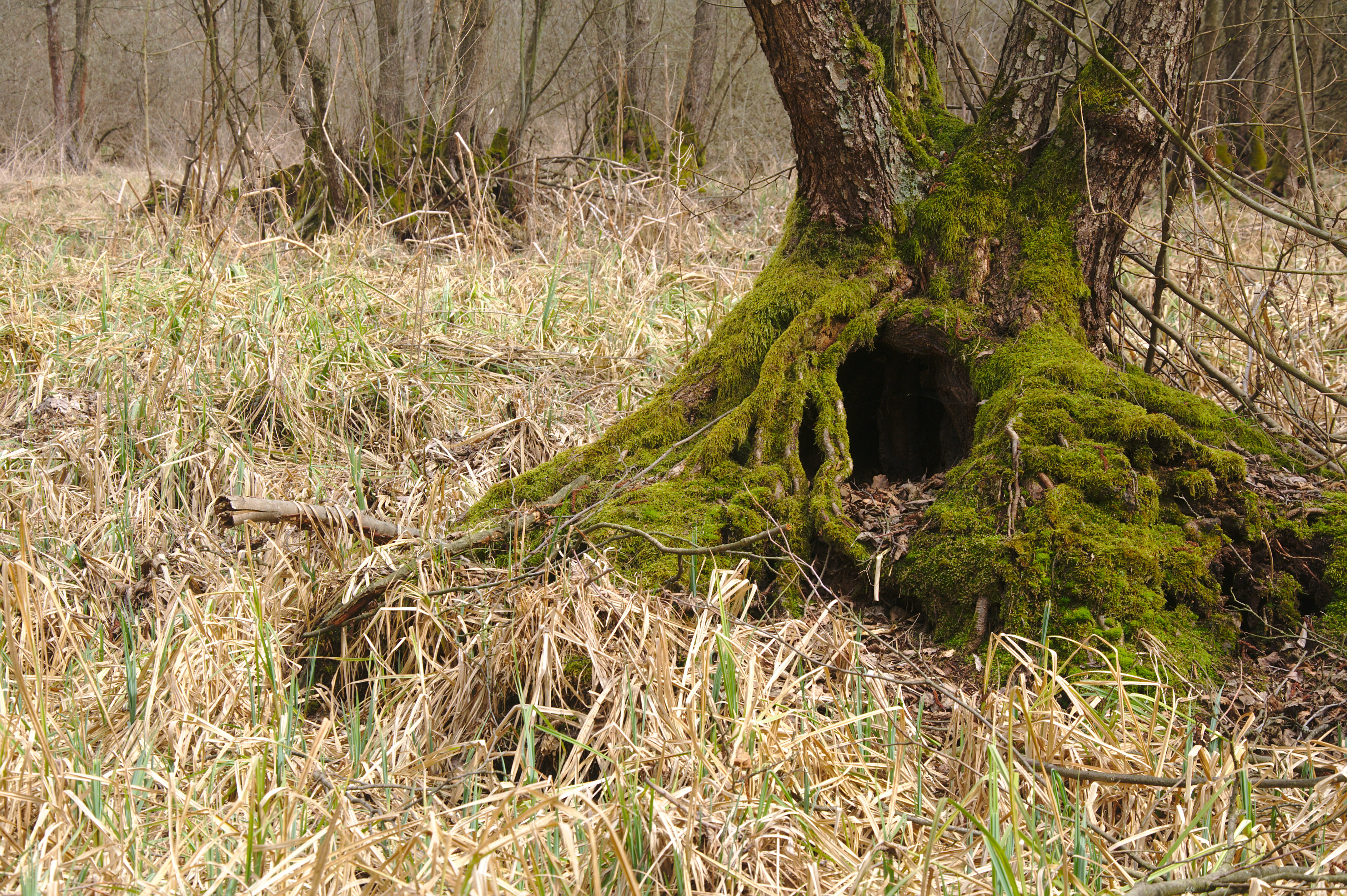
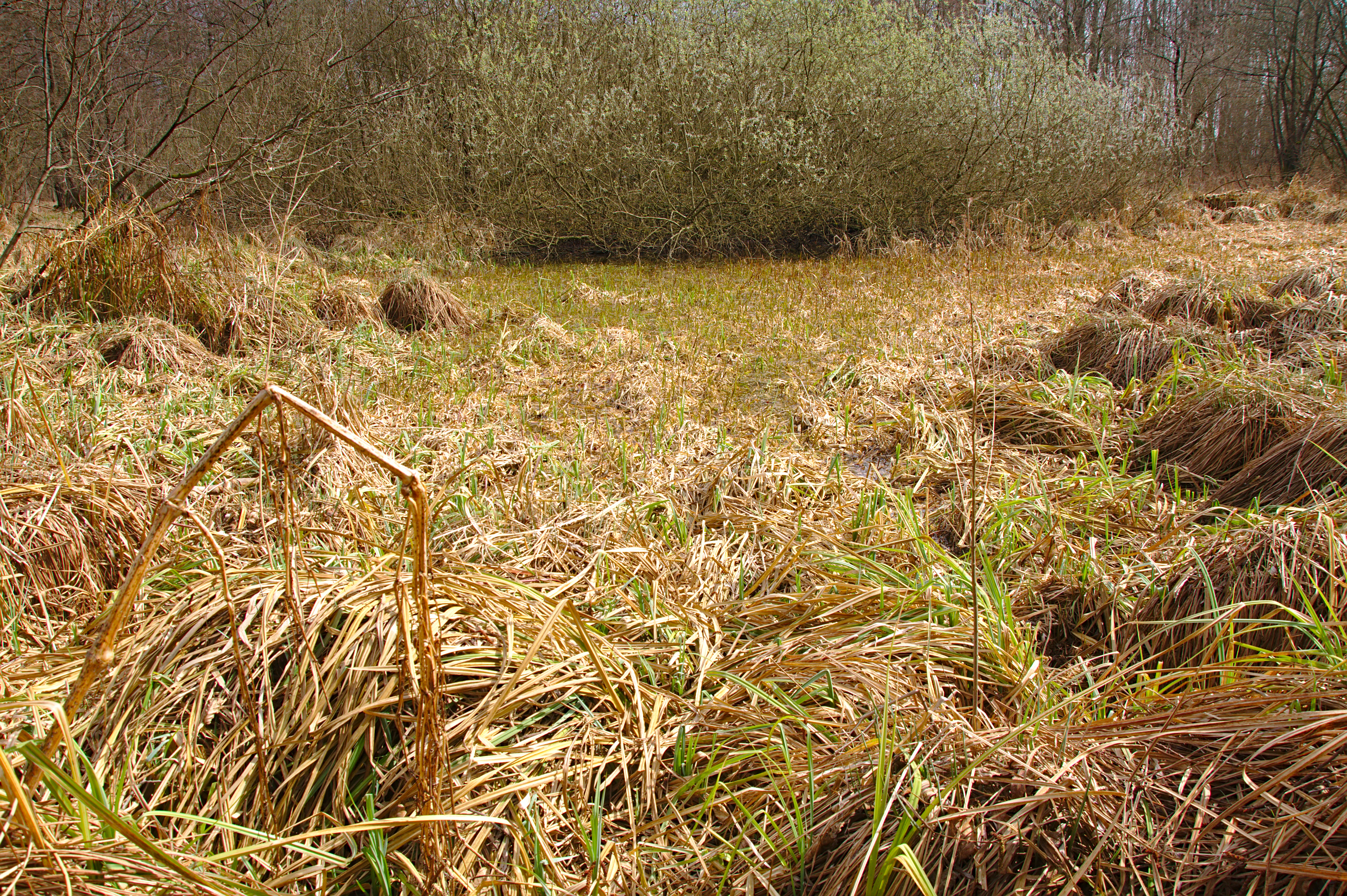
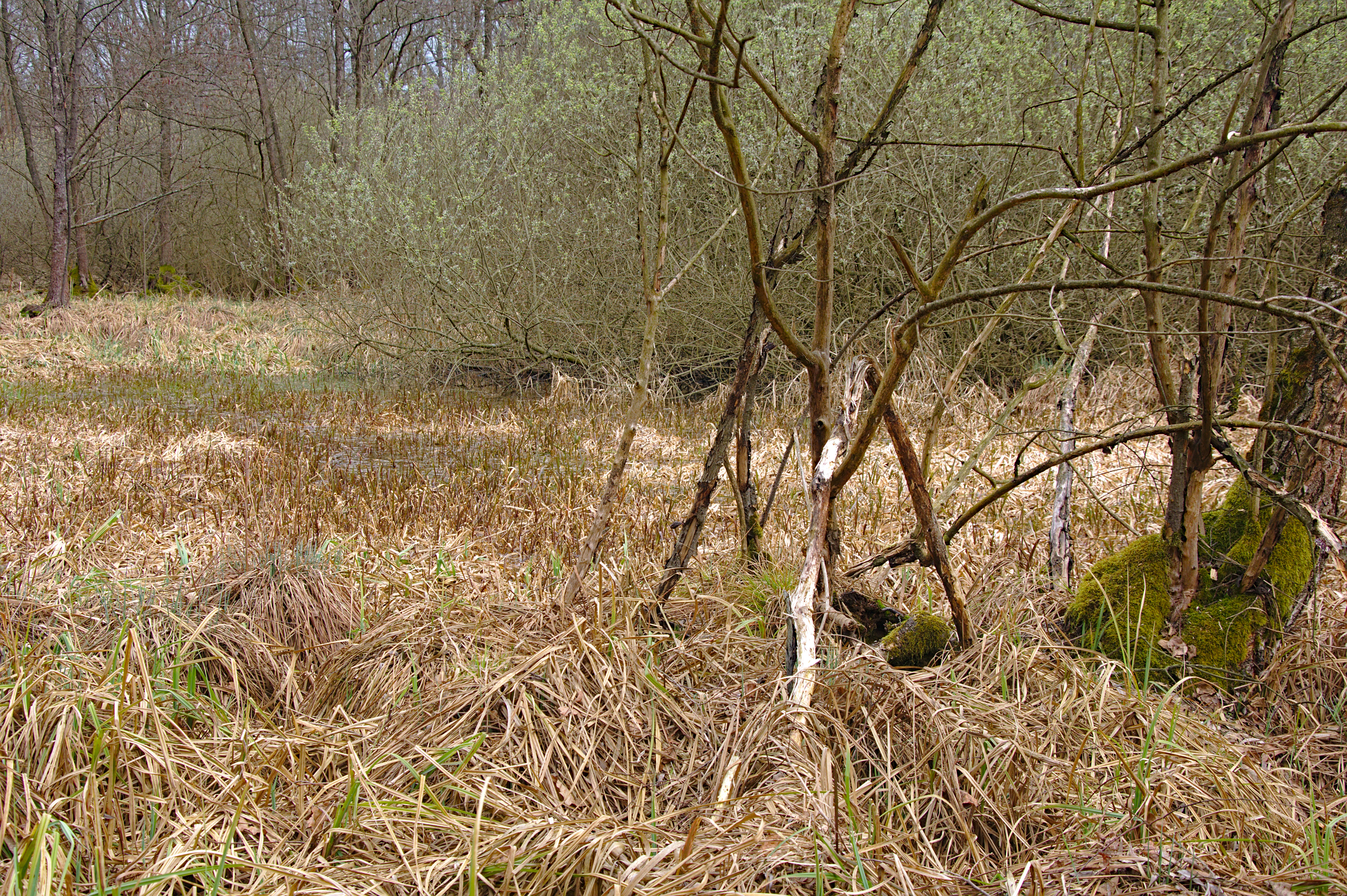
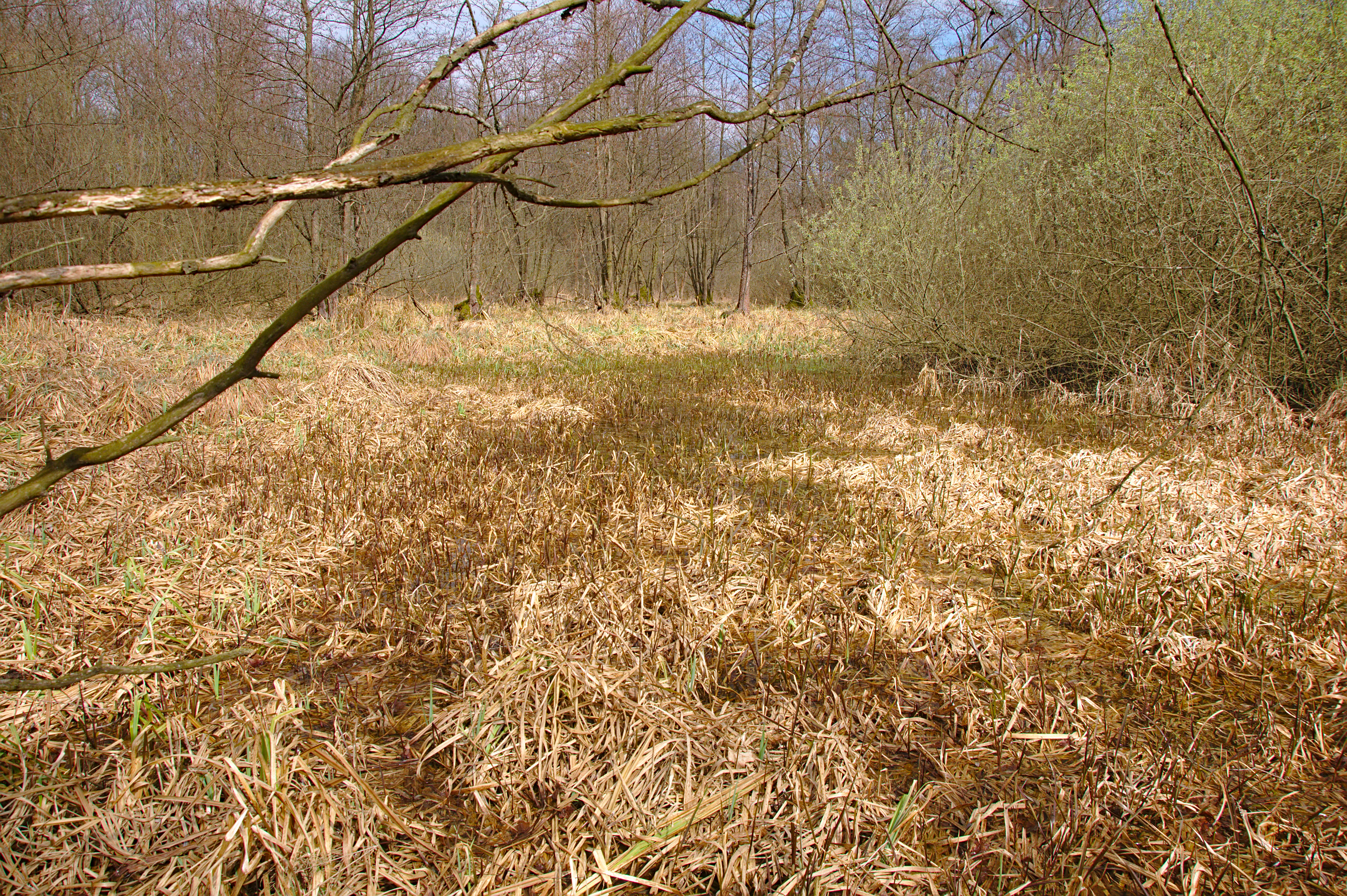
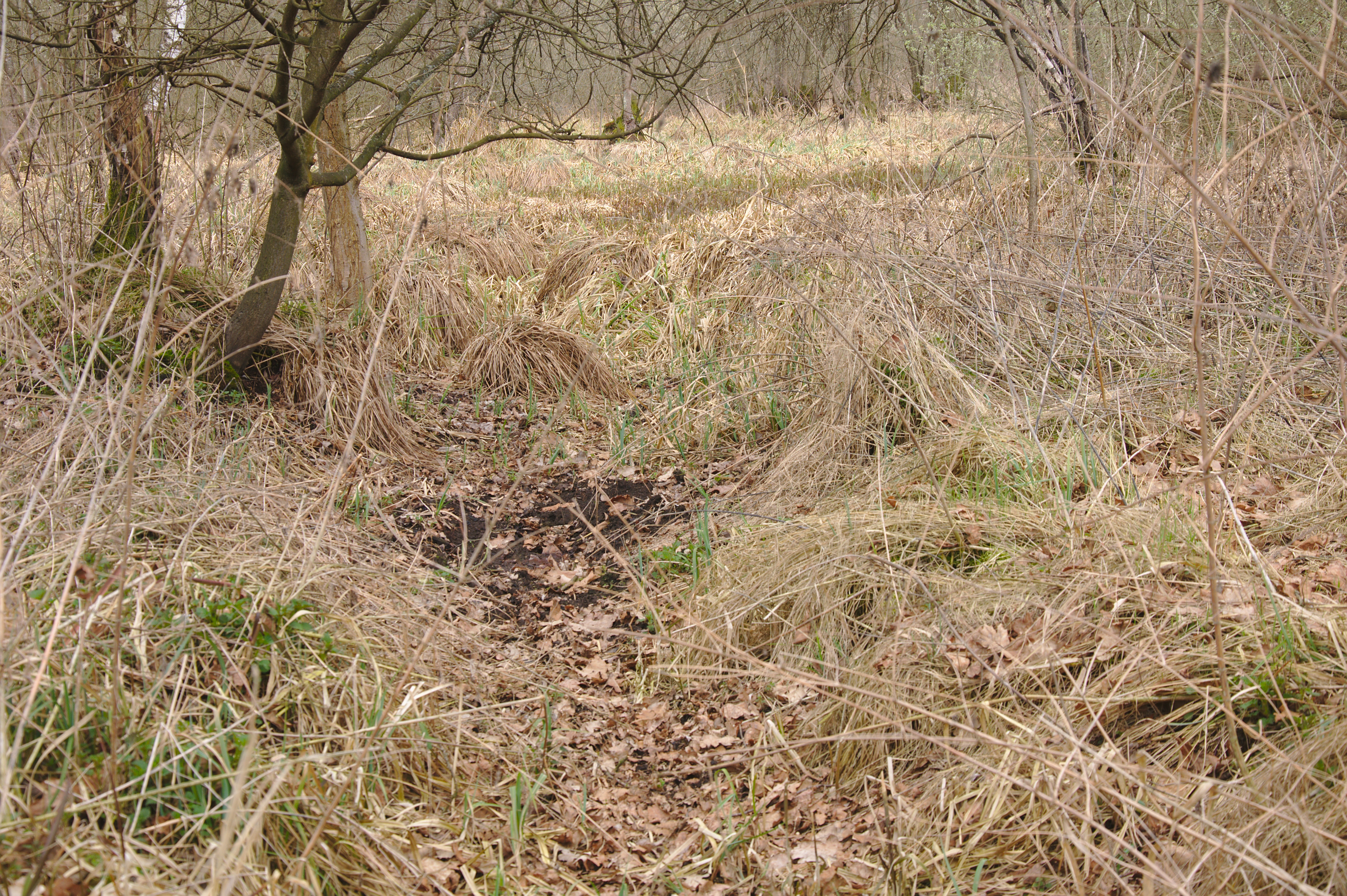
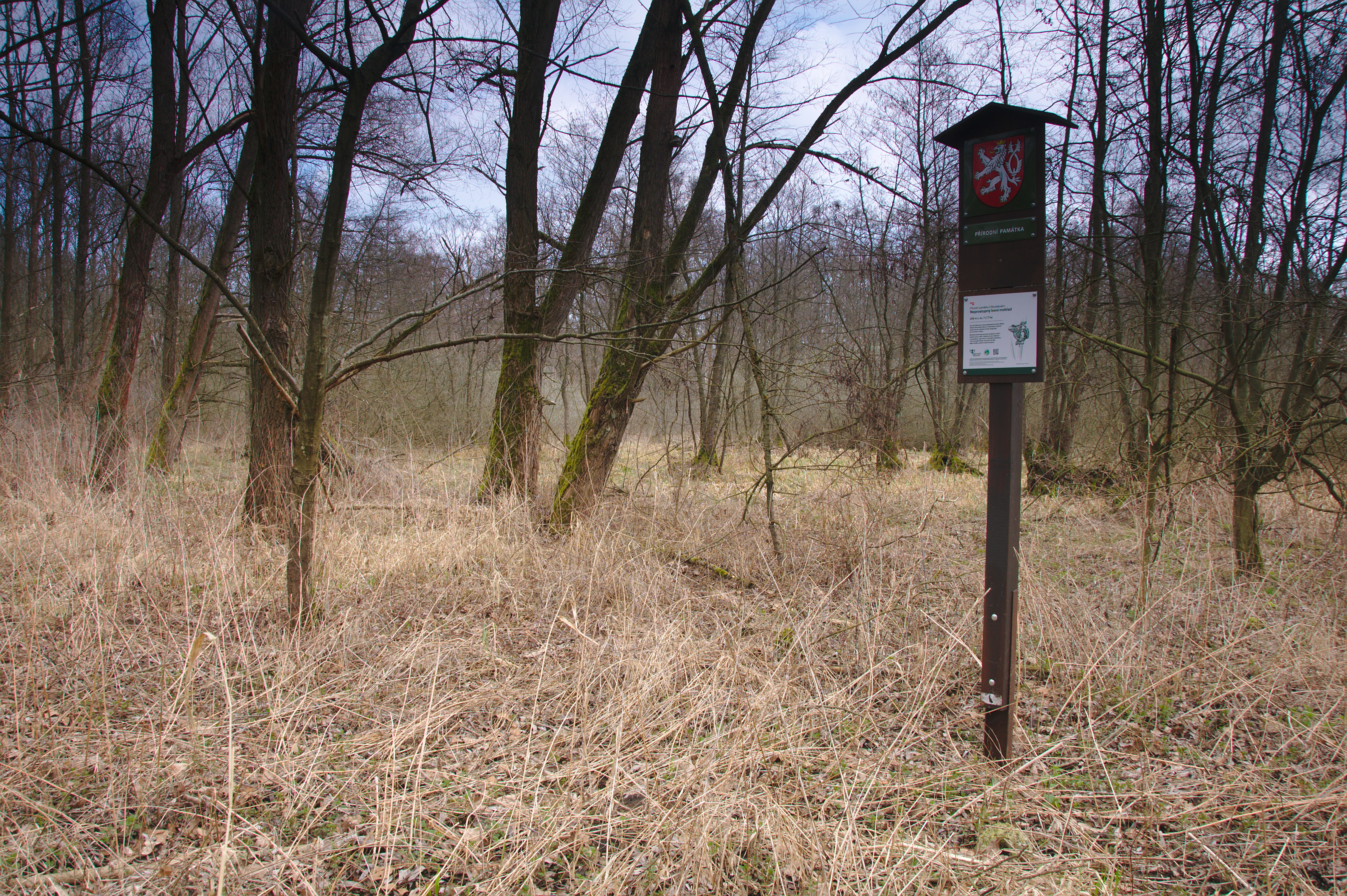